# Scafoide accessorio

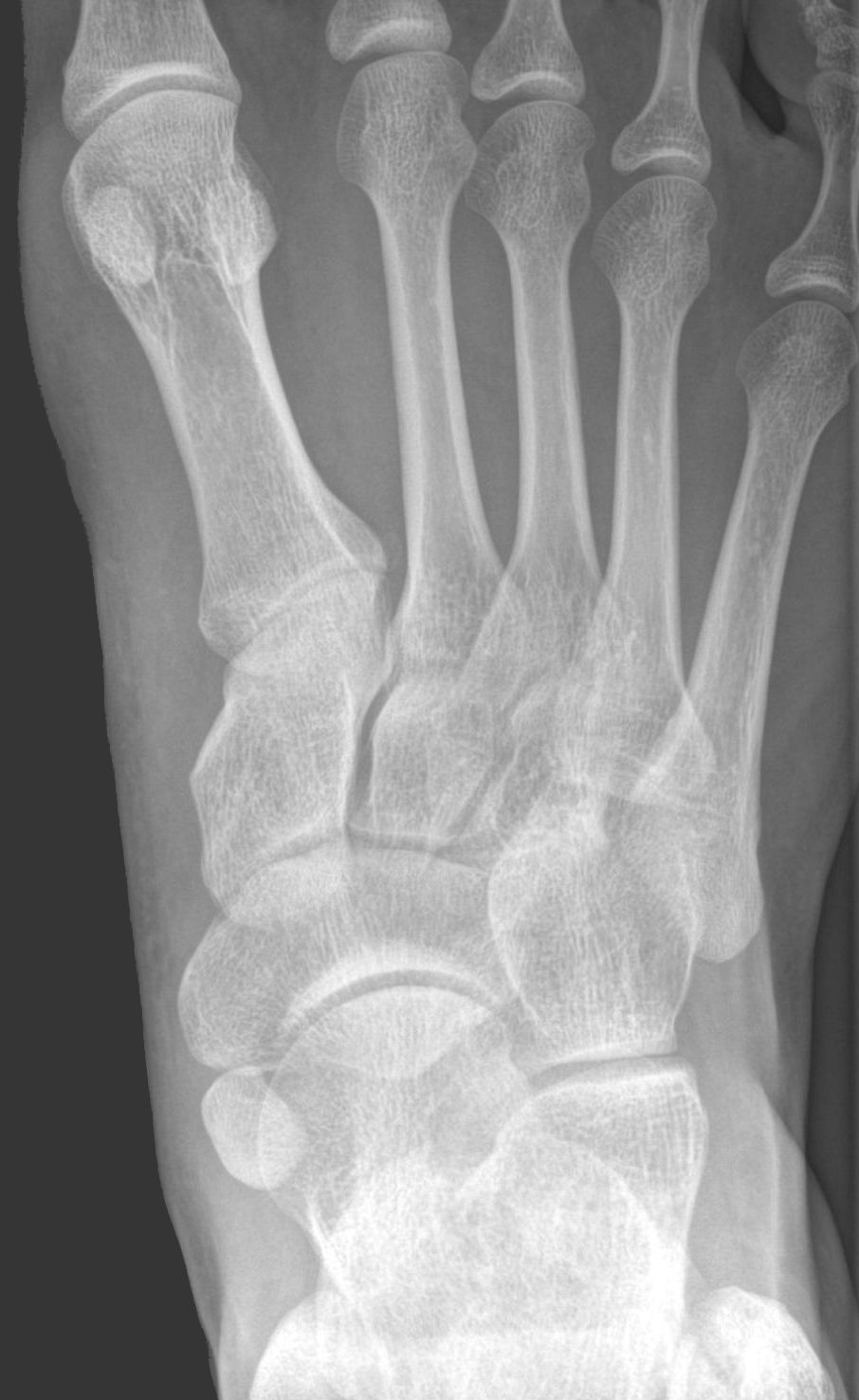
Radiografia di un piede con uno scafoide accessorio

Lo scafoide accessorio (os tibiale externum) è una porzione extra di cartilagine o di tessuto osseo. Questa porzione si forma a motivo di un'incompleta ossificazione della parte laterale interna del piede. Può provocare dolore a seguito di uno sforzo, al modo di camminare o al tipo di scarpe che si usano. Chi possiede lo scafoide accessorio può inoltre essere affetto anche dal piede piatto.
Questo problema si può correggere o con la rimozione dell'osso o con l'aiuto di un tutore, come ad esempio il Walker.